# Comuna Hîrtopul Mare, Criuleni
Comuna Hîrtopul Mare este o comună din raionul Criuleni, Republica Moldova. Este formată din satele Hîrtopul Mare (sat-reședință) și Hîrtopul Mic.

## Demografie
Conform datelor recensământului din 2014, comuna are o populație de 4.091 de locuitori. La recensământul din 2004 erau 3.900 de locuitori.

## Administrație și politică
Componența Consiliului local Hîrtopul Mare (13 consilieri), ales la 5 noiembrie 2023, este următoarea:
|  | Partid                                            | Consilieri | Componență | Componență | Componență | Componență | Componență | Componență | Componență | Componență | Componență | Componență |
|  | ------------------------------------------------- | ---------- | ---------- | ---------- | ---------- | ---------- | ---------- | ---------- | ---------- | ---------- | ---------- | ---------- |
|  | Partidul Acțiune și Solidaritate                  | 10         |            |            |            |            |            |            |            |            |            |            |
|  | Alianța Liberalilor și Democraților pentru Europa | 1          |            |            |            |            |            |            |            |            |            |            |
|  | Partidul Socialiștilor din Republica Moldova      | 1          |            |            |            |            |            |            |            |            |            |            |
|  | Candidat independent EUGENIU SPRINCEAN            | 1          |            |            |            |            |            |            |            |            |            |            |